# У виправній колонії
У виправній колонії (нім. In der Strafkolonie) — оповідання Франца Кафки, написане німецькою мовою у жовтні 1914 року, перероблене у листопаді 1918 року і вперше опубліковане у жовтні 1919 року. Що характерно творам Кафки, оповідач в оповіданні виступає відстороненим або, можливо, заціпенілим від подій, що, як очікується, повинні бути сприйняті з жахом. Дія оповідання розгортається в неназваній виправній колонії й описує останнє використання складного пристрою для страти, який вирізає вирок засудженого в'язня на його шкірі, поки він повільно помирає протягом дванадцяти годин. У міру розгортання сюжету читач дізнається все більше і більше про машину, в тому числі про її походження.

## Схема сюжету

### Персонажі
Усього у творі чотири персонажі, кожен з яких названий відповідно до своєї ролі в історії. Засуджений — людина, яку планують стратити, Солдат відповідає за його охорону, Офіцер керує машиною, яка буде страчувати засудженого, а Мандрівник — європейський високопосадовець і гість.

### Короткий зміст
У центрі сюжету — Мандрівник, який щойно прибув до острівної виправної колонії й вперше стикається з її жорстокою машиною для страти. Все про функціонування хитромудрої машини, її призначення та історію йому розповідає Офіцер. Солдат і засуджений, який не знає, що його засуджено за те, що він не встав і не привітався з начальником в указаний годину під час нічного чергування, спокійно спостерігають за цим збоку.
У судовому процесі, пов'язаному з машиною, обвинувачений завжди вважається винним і йому не дають шансу захистити себе. У якості покарання, закон, який людина порушила, викарбовується на живому тілі обвинувачуваного протягом 12 годин, поки він повільно помирає від отриманих ран. Протягом останніх шести годин перебування в машині обвинувачені стають нерухомими й, здається, переживають релігійне прозріння. Машина була розроблена попереднім комендантом колонії, відданим прихильником якого є офіцер. Він носить її креслення з собою і є єдиною людиною, яка може їх розшифрувати, не допускаючи до рукописів нікого.
Зрештою, з'ясовується, що машина потрапила в немилість після смерті попереднього коменданта і призначення наступника. Офіцер ностальгує за пристроєм для тортур і цінностями, які спочатку були з ним пов'язані, згадуючи натовпи, які збиралися на кожну страту, щоби повитріщати на криваве видовище. Тепер офіцер лишився останнім відвертим прихильником машини, який твердо вірить у її форму правосуддя і непогрішність попереднього коменданта.
Офіцер благає Мандрівника поговорити з нинішнім комендантом, щоби продовжити використання машини. Мандрівник відмовляється це зробити, хоча і каже, що не буде виступати проти машини публічно, а натомість висловить свою думку коменданту приватно, а потім піде, перш ніж його викличуть для наради. Розчарований тим, що Мандрівник не не був переконаний і упрошений благаннями, Офіцер звільняє Засудженого і сідає в машину сам вибиваючи на тілі напис «Будь справедливим». Однак машина виходить з ладу через свою застарілість; замість звичної елегантної роботи вона швидко заколює Офіцера, позбавляючи його містичного досвіду страчених ним в'язнів.
У супроводі Солдата і Засудженого Мандрівник прямує до чайної, в якій йому показують могилу попереднього Коменданта, якому не дозволили поховати на кладовищі. На надгробку, встановленому так низько, що над ним легко можна поставити стіл, викарбувано напис, що виражає віру його безіменних послідовників у те, що він колись повстане з мертвих і знову візьме під свій контроль колонію. Мандрівник негайно відправляється в гавань і знаходить когось, хто проводить його до пароплава, на якому він рушає геть.

## Християнське прочитання
Якщо врахувати всі паралелі з Біблією, то прочитання може бути «неортодоксальним … баченням традиційного богослов'я». Колишній спосіб управління колонією нагадує погляди, викладені в Старому Завіті, а минулий комендант — творець машини для страти, як і сама колонія — нагадує Бога. Старий комендант зосередився на людській провині, яка «ніколи не підлягає сумніву». Порівняння машини, яка використовується в колонії, зі світом загалом може означати, що мета життя — заслужити порятунок від провини через страждання. Однак, інтерпретація використання машини в такий спосіб може призвести до того, що не буде зрозумілим урок історії — небезпека розглядати події як форму теодицеї, світської чи сакральної. Більше паралелей включає нові, більш ліберальні правила, встановлені в колонії після смерті першого коменданта, які можуть представляти Новий Завіт. Подібно до того, як християнство еволюціонувало від «старого закону гебрейської традиції» до милосердних правил Нового Завіту, ми можемо побачити схожий розвиток в оповіданні Кафки. Офіцер міг би представляти Христа, але в «кафківській інверсії традиційної християнської теології» він жертвує собою, щоб продемонструвати свою підтримку колишньому коменданту, на противагу новим правилам. Напис на могилі старого коменданта може також означати, що «друге пришестя» належить до повернення ветхих правил. Деякі критики визнають паралелі й символізм, але не хочуть пов'язувати їх з будь-яким конкретним біблійним прочитанням.

## Український переклад
- Романи, оповідання, щоденники, листи. \ У виправній колонії. — Київ: А-ба-ба-га-ла-ма-га, 2012. — ISBN 978-617-585-0084.